# Phyllotreta gallica
Phyllotreta gallica es una especie de insecto coleóptero de la familia Chrysomelidae. Fue descrita científicamente en 1891 por Brisout.